# Dlouhomilov
Dlouhomilov (in tedesco Lomigsdorf) è un comune della Repubblica Ceca facente parte del distretto di Šumperk, nella regione di Olomouc.